# Niklas Sundin

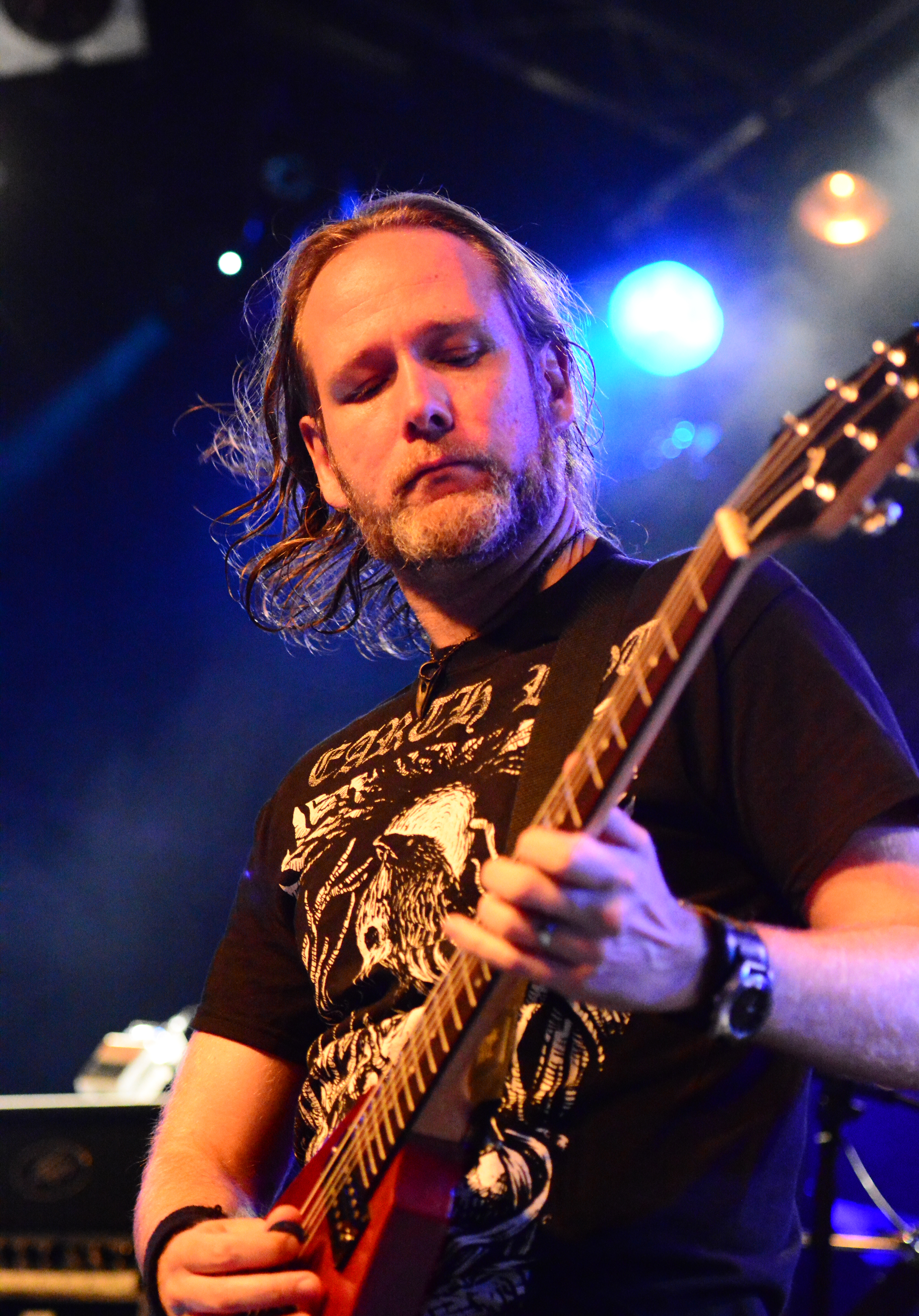
Niklas Sundin (2014)

Niklas Bo Sundin (* 13. August 1974 in Göteborg) ist ein schwedischer Gitarrist, Designer und Texter.

## Musik
Sundin gehörte zu den Gründungsmitgliedern von Dark Tranquillity, die sich 1989 als „Septic Broiler“ formierten. Auf den ersten Alben schrieb Sundin die Texte, gab diese Aufgabe jedoch später an den Sänger Mikael Stanne ab. Auf dem Album Fiction wiederum schrieb Sundin das Lied „Inside the Particle Storm“. Mit Dark Tranquillity veröffentlichte Sundin elf Studioalben. Während dieser Zeit wurde Dark Tranquillity dreimal für den schwedischen Musikpreis Grammis nominiert. Im März 2020 verließ Sundin die Band, um mehr Zeit für seine Familie zu haben.
Für die Band In Flames schrieb Sundin die Texte für die Alben Lunar Strain und Subterranean. Bei den Alben The Jester Race und Whoracle übersetzte Sundin die von In-Flames-Sänger Anders Fridén auf Schwedisch verfassten Texte ins Englische. 2007 gründete Sundin die Band Laethora, mit der er zwei Studioalben veröffentlichte. 2019 gründete er sein Soloprojekt Mitochondrial Sun, dessen Debütalbum im Februar 2020 erscheint. Außerdem war er Gründungsmitglied bei Hammerfall, bis er die Band 1995 verließ.

## Design
Sundin gründete die Firma Cabin Fever Media. Gegenstand der Firma ist Cover- und Webdesign. Sundin entwarf nicht nur die Plattencover seiner eigenen Band, sondern auch für bekannte Metalbands wie Arch Enemy, Dark Age, In Flames, Ablaze My Sorrow und Sentenced.

## Diskografie
| mit Dark Tranquillity - 1993: Skydancer - 1995: The Gallery - 1997: The Mind’s I - 1999: Projector - 2000: Haven - 2002: Damage Done - 2005: Character - 2007: Fiction - 2010: We Are the Void - 2013: Construct - 2016: Atoma | mit Laethora - 2007: March of the Parasite - 2010: The Light in Which We All Burn mit Mitochondrial Sun - 2020: Mitochondrial Sun - 2020: Sju Pulsarer als Gastmusiker - 2005: Sigh – In a Drowse auf dem Album Gallows Gallery |